# Arnold Zapata
Arnold Zapata (* 18. Oktober 1967) ist ein bolivianischer Straßenradrennfahrer.
Arnold Zapata wurde 2002 bolivianischer Vizemeister im Einzelzeitfahren der Eliteklasse hinter dem Sieger Raoul Escobar. In der Saison 2006 belegte er bei der nationalen Meisterschaft den dritten Platz im Straßenrennen hinter dem Sieger Yamil Carlos Montaño. Bei der bolivianischen Meisterschaft 2009 nahm Zapata für die Auswahl von Cochabamba teil und er gewann zuerst das Einzelzeitfahren und dann das Straßenrennen.

## Erfolge
2009
- Bolivianischer Meister – Einzelzeitfahren
- Bolivianischer Meister – Straßenrennen